# کرگزی (میرجاوه، دو)
کرگزی روستایی در دهستان حومه بخش مرکزی شهرستان میرجاوه استان سیستان و بلوچستان ایران است. بر پایه سرشماری عمومی نفوس و مسکن در سال ۱۳۹۰ جمعیت این روستا ۶۵ نفر (در ۲۴ خانوار) بوده است.